# Stadion Trud w Tomsku
Stadion Trud – wielofunkcyjny stadion w Tomsku, w Rosji. Obiekt może pomieścić 15 000 widzów. Został otwarty w 1929 roku. Swoje mecze rozgrywa na nim drużyna Tom Tomsk.